# Eudendrium certicaule
Eudendrium certicaule is een hydroïdpoliep uit de familie Eudendriidae. De poliep komt uit het geslacht Eudendrium. Eudendrium certicaule werd in 1938 voor het eerst wetenschappelijk beschreven door Fraser. 